# Зверев, Иван Дмитриевич
Ива́н Дми́триевич Зве́рев (18 января 1918, Новоспасское Тульской губернии — 13 июля 2001, Москва) — советский и российский учёный, педагог, академик и вице-президент Академии педагогических наук СССР (в 1987—1988 годах исполнял обязанности президента).

## Биография
В 1940 году окончил биологический факультет Томского государственного педагогического института.
С 1937 года работал учителем биологии и природоведения в средней школе.
С 1954 года — в НИИ педагогики АПН РСФСР (Ленинград), с 1960 года — в Ленинградском государственном педагогическом институте им. А. И. Герцена (с 1966 года — проректор).
Доктор педагогических наук (1965), профессор (1971).
2 февраля 1968 года избран членом-корреспондентом, а 26 февраля 1971 года — действительным членом АПН СССР.
В 1968—1981 годах — академик-секретарь Отделения дидактики и частных методик, в 1981—1989 годах — вице-президент АПН СССР.
В 1987—1988 годах исполнял обязанности президента Академии педагогических наук СССР.

## Основные работы
- Систематизация знаний учащихся по курсу анатомии и физиологии человека, М., 1959.
- Развитие знаний учащихся об эволюции органического мира, М., 1962.
- Основы системы обучения анатомии, физиологии и гигиене в средней школе, 1971.
- Взаимная связь учебных предметов, М., «Знание», 1977.
- Экология в школьном обучении: новый аспект образования, 1980
- Проблемы методов обучения в современной общеобразовательной школе, М., 1980 (в соавт.)
- Экологическое образование школьников, 1983 (в соавт.)
- Отношение школьников к природе, 1988 (в соавт.)